# Lycaenesthes zera
Lycaenesthes zera is een vlinder uit de familie van de Lycaenidae. De wetenschappelijke naam van de soort is voor het eerst geldig gepubliceerd in 1904 door Fawcett.